# Kanton Bergerac-1
Kanton Bergerac-1 (francouzsky Canton de Bergerac-1) je francouzský kanton v departementu Dordogne v regionu Akvitánie. Tvoří ho pouze část města Bergerac.